# 奧林匹克體育中心 (澳門)
奧林匹克體育中心（葡萄牙語：Centro Desportivo Olímpico）位處氹仔奧林匹克大馬路。主要場館及設施包括運動場、曲棍球場、戶外天地和游泳館，是氹仔島上一項體育設施集群的地標，滿足澳門各體育團體和居民對體育設施的多元化需求。

### 戶外天地

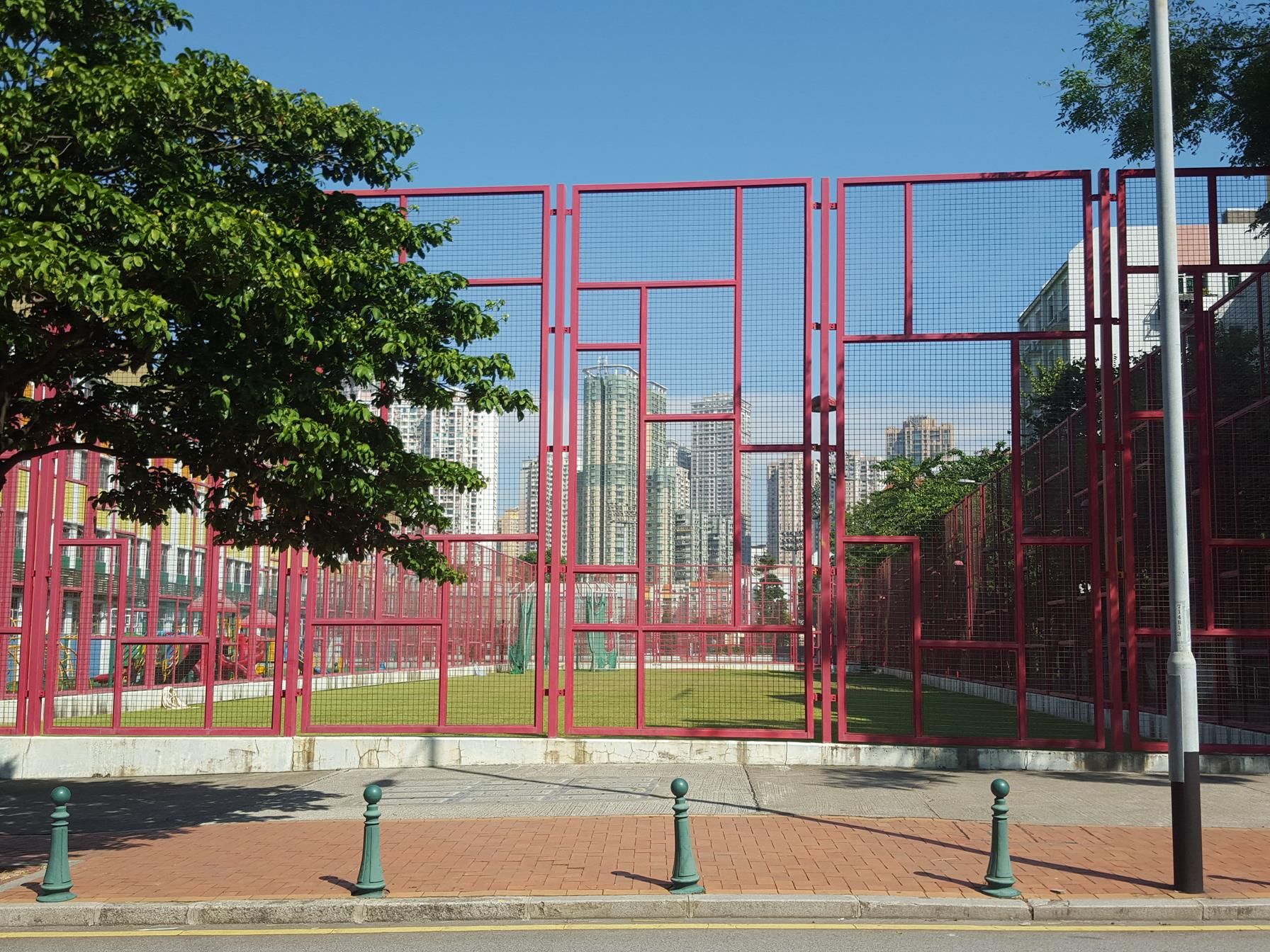
三育戶外天地

## 曾舉辦的重要活動
- 第四屆東亞運動會（2005年）
- 第一屆葡語系運動會（2006年）
- 第二屆亞洲室內運動會（2007年）

## 交通

### 公共巴士
T324 澳門運動場（Estádio de Macau）
路線：11、15、22、25B、26、26A、28A、30、33、34、35、37、72、102X、MT1、MT3
T347 運動場／體育中心（Estádio／Centro Desportivo）
路線：25B、26A、35、72、102X、MT1、MT3、N6
T361 運動場／賽馬會（Estádio／Jockey Club）
路線：25B、26A、30X、35、52、72、102X、MT1、MT3、N6

### 輕軌
█  氹仔線運動場站（A出口）

## 外部連結
- 澳門體育發展局－公共體育設施網絡 （页面存档备份，存于）